# Chopin (votcă)

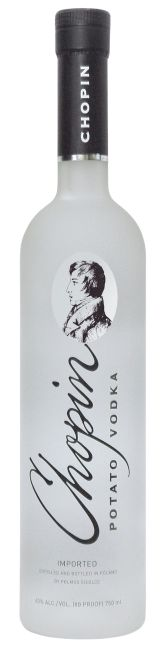
Votca Chopin

Chopin, este o votcă produsă în Polonia, distilată de 4 ori. Se produce din cartofi din regiunea Podlasia. 
Votca și-a primit numele după compozitorul romantic de origine poloneză Frédéric Chopin]

## Legături externe
- Vodka Chopin
- Polmos Siedlce
- Proof66.com Ratings Aggregator Arhivat în 5 iunie 2014, la Wayback Machine.